# From Dreaming to Dreaming
From Dreaming to Dreaming is het derde muziekalbum van de Amerikaanse band Farpoint. Het klinkt als een kruising tussen Renaissance en een rustige Rush.

## Musici
- Mike Evans – gitaar
- Clark Boone – zang, gitaar
- Kevin Jarvis – toetsen, gitaar, zang
- Dana Oxendine – zang, dwarsfluit
- Frank Tyson – basgitaar, zang
- Rick Walker – slagwerk

## Composities
1. Lux Universum I (Boone, Jarvis)(0:59)
2. Autum sky (Jarvis, Boone)(6:35)
3. Anything at all (Boone)(6:13)
4. Universal light (Boone)(4:25)
5. here and now (Boone)(5:10)
6. Crying in the rain (Boone)(7:09)
7. Sojourn (Boone, Jarvis, Oxendine)(10:19)
8. Nothing at all (Boone)(5:56)
9. O lost (Jarvis)(5:56)
10. Ashley’s song (sail on)(Boone)(7:21)
11. Lux Universum II (Boone, Jarvis, Oxendine)(4:18)